# Kesi
Oliver Kesi Chambuso, noto semplicemente come Kesi (Copenaghen, 7 settembre 1992), è un rapper danese.

## Biografia
Il primo album in studio di Kesi Bomber over centrum, pubblicato nella prima metà del 2012, ha fatto il proprio esordio al 12º posto della Hitlisten. Ha conseguito risultati migliori con i dischi successivi Ung hertug (certificato oro dalla IFPI Danmark; 2013) e Barn af byen (platino; 2015), entrambi arrivati nella top five della graduatoria. È stato candidato per l'MTV Europe Music Award al miglior artista danese alla cerimonia del 2017.
BO4L (2020), Mere end musik (2021) e 30 somre (2022) hanno tutti e tre raggiunto il vertice della Hitlisten.

## Discografia

### Album in studio
- 2012 – Bomber over centrum
- 2013 – Ung hertug
- 2015 – Barn af byen
- 2020 – BO4L
- 2021 – Mere end musik (con Benny Jamz e Gilli)
- 2022 – 30 somre
- 2023 – Tillykke
- 2024 – FOMO 88.8 FM

### EP
- 2020 – 72 timer (con Icekiid)
- 2025 – Supernova

### Singoli
- 2014 – Søvnløs
- 2016 – Habibi
- 2017 – God dag
- 2017 – Consigliere (feat. Gilli)
- 2017 – Mamacita (feat. Benny Jamz)
- 2017 – Op (feat. Gilli & Benny Jamz)
- 2017 – Designer (feat. Gilli)
- 2017 – Følelsen
- 2018 – Ligesom mig
- 2018 – Nye produkter (feat. Benny Jamz & MellemFingaMuzik)
- 2018 – Kom over
- 2018 – Ekstra
- 2018 – Su casa (con Gilli)
- 2019 – X
- 2019 – Pengedans
- 2020 – Tilbage (con Hennedub)
- 2020 – Comfy (con Sivas e Noah Carter)
- 2021 – No Love (feat. B.O.C)
- 2021 – Er her (con Artigeardit)
- 2021 – Hajde (con Benny Jamz e Gilli feat. B.O.C)
- 2022 – Elo elo (con Benny Jamz e Gilli feat. B.O.C)
- 2023 – Hustle & kærlighed (con Tessa e Icekiid)
- 2023 – Under Radar (con Benny Jamz e Gilli feat. B.O.C)
- 2023 – Hjem/Videre
- 2023 – Har du det sådan her? (con Josef)
- 2024 – Året ud (con Kimbo e Noah Carter)
- 2024 – Eneste (con Mas)
- 2024 – Barn af byen freestyle (con Anton Westerlin)

### Collaborazioni
- 2016 – Adios (Gilli feat. Kesi)
- 2017 – Rica (Gilli feat. Kesi & Sivas)
- 2018 – Mama (Gilli feat. Kesi)